# Lho
Lho (Nepali ल्हो) ist ein Dorf und ein Village Development Committee (VDC) in Nepal im Distrikt Gorkha.
Das Dorf Lho (auch Lhogaun) liegt auf einer Höhe von 3180 m am Oberlauf des Budhigandaki. Talaufwärts liegt Samagaun. Im Norden grenzt das VDC an Tibet. Im Süden von Lho liegt das Manaslu-Massiv, im Norden die Berge des Kutang Himal. Der Manaslu-Rundweg verläuft durch Lho.

## Einwohner
Bei der Volkszählung 2011 hatte Lho 711 Einwohner (davon 320 männlich) in 256 Haushalten.

## Dörfer und Weiler
Lho besteht aus mehreren Dörfern und Weilern. 
Die wichtigsten sind:
- Banjam (2650 m ⊙)
- Ligaun (2950 m ⊙)
- Lho oder Lhogaun (3180 m ⊙)
- Sho oder Syogaun (2960 m ⊙)